# هنري لارسن (مستكشف)
هنري لارسن (بالنرويجية البوكمول: Henry A. Larsen)‏ هو مستكشف نرويجي وكندي، ولد في 30 سبتمبر 1899 في Hvaler ‏ في النرويج، وتوفي في 29 أكتوبر 1964 في فانكوفر في كندا.